# Secretaria de Estado dos Negócios da Fazenda
A Secretaria de Estado dos Negócios da Fazenda (1788 — 1834) foi um órgão da administração central do Estado português, criado por Decreto de 15 de Dezembro de 1788, da rainha D. Maria I de Portugal, que tinha a seu cargo a administração dos assuntos fiscais, a autorização e controlo da despesa e a gestão da dívida pública. Foi o órgão antecessor do actual Ministério das Finanças.

## Lista de Secretários de Estado dos Negócios da Fazenda
| #  | Retrato | Nome (Nascimento–Morte)                                                                                          | Tempo em funções — Mandatos eleitorais | Tempo em funções — Mandatos eleitorais | Partido                                   | Governo                               | Monarca (Reinado)     |
| -- | --- | --- | -------------------------------------- | -------------------------------------- | ----------------------------------------- | ------------------------------------- | --------------------- |
| 1  | | Pedro de Sousa Holstein, Marquess of Palmela (1781–1850)                                                         | 24 September 1834                      | 4 May 1835                             | Chartist/"Chamorro"                       | 1st Dev.                              | Maria II              |
| 1  | 1834 | Pedro de Sousa Holstein, Marquess of Palmela (1781–1850)                                                         |                                        |                                        | Chartist/"Chamorro"                       | 1st Dev.                              | Maria II              |
| 1  | Portugal's first official Prime Minister. | Pedro de Sousa Holstein, Marquess of Palmela (1781–1850)                                                         |                                        |                                        |                                           | 1st Dev.                              | Maria II              |
| 2  | | Tomás Xavier de Lima (1790–1857)                                                                                 | 4 May 1835                             | 27 May 1835                            | "Chamorro"                                | 1st Dev.                              | Maria II              |
| 2  | —— | Tomás Xavier de Lima (1790–1857)                                                                                 |                                        |                                        | "Chamorro"                                | 1st Dev.                              | Maria II              |
| 3  | | João Carlos Saldanha de Oliveira e Daun, Marquess of Saldanha (1790–1876)                                        | 27 May 1835                            | 18 November 1835                       | Independent                               | 2nd Dev.                              | Maria II              |
| 3  | —— | João Carlos Saldanha de Oliveira e Daun, Marquess of Saldanha (1790–1876)                                        |                                        |                                        | Independent                               | 2nd Dev.                              | Maria II              |
| 4  | | José Jorge Loureiro (1791–1860)                                                                                  | 18 November 1835                       | 20 April 1836                          | Independent                               | 3rd Dev.                              | Maria II              |
| 4  | —— | José Jorge Loureiro (1791–1860)                                                                                  |                                        |                                        | Independent                               | 3rd Dev.                              | Maria II              |
| 5  | | António José Severim de Noronha, Duke of Terceira and Marquess of Vila Flor (1792–1860)                          | 20 April 1836                          | 10 September 1836                      | "Chamorro"                                | 4th Dev.                              | Maria II              |
| 5  | Jul.1836 | António José Severim de Noronha, Duke of Terceira and Marquess of Vila Flor (1792–1860)                          |                                        |                                        | "Chamorro"                                | 4th Dev.                              | Maria II              |
| 5  | September 1836 Revolution. | António José Severim de Noronha, Duke of Terceira and Marquess of Vila Flor (1792–1860)                          |                                        |                                        |                                           |                                       | Maria II              |
| 6  | | José da Gama Carneiro e Sousa, Count of Lumiares (1788–1849)                                                     | 10 September 1836                      | 4 November 1836                        | Septemberist                              | 1st Set.                              | Maria II              |
| 6  | —— | José da Gama Carneiro e Sousa, Count of Lumiares (1788–1849)                                                     |                                        |                                        | Septemberist                              | 1st Set.                              | Maria II              |
| -  | | José Bernardino de Portugal e Castro, Marquess of Valença and Count of Vimioso (1780–1840) (did not take office) | 4 November 1836                        | 5 November 1836                        | Independent                               | ——                                    | Maria II              |
| -  | —— | José Bernardino de Portugal e Castro, Marquess of Valença and Count of Vimioso (1780–1840) (did not take office) |                                        |                                        | Independent                               | ——                                    | Maria II              |
| 7  | | Bernardo de Sá Nogueira de Figueiredo, Viscount of Sá da Bandeira (1795–1876)                                    | 5 November 1836                        | 1 June 1837                            | Septemberist                              | 2nd Set.                              | Maria II              |
| 7  | Nov.1836 | Bernardo de Sá Nogueira de Figueiredo, Viscount of Sá da Bandeira (1795–1876)                                    |                                        |                                        | Septemberist                              | 2nd Set.                              | Maria II              |
| 8  | | António Dias de Oliveira (1804–1863)                                                                             | 1 June 1837                            | 2 August 1837                          | Septemberist                              | 3rd Set.                              | Maria II              |
| 8  | —— | António Dias de Oliveira (1804–1863)                                                                             |                                        |                                        | Septemberist                              | 3rd Set.                              | Maria II              |
| 8  | Revolt of the Marshals. | António Dias de Oliveira (1804–1863)                                                                             |                                        |                                        |                                           |                                       | Maria II              |
| 9  | | Bernardo de Sá Nogueira de Figueiredo, Viscount of Sá da Bandeira (2nd time) (1795–1876)                         | 2 August 1837                          | 18 April 1839                          | Septemberist                              | 4th Set.                              | Maria II              |
| 9  | 1838 | Bernardo de Sá Nogueira de Figueiredo, Viscount of Sá da Bandeira (2nd time) (1795–1876)                         |                                        |                                        | Septemberist                              | 4th Set.                              | Maria II              |
| 10 | | Rodrigo Pinto Pizarro de Almeida Carvalhais, Baron of Ribeira de Sabrosa (1788–1841)                             | 18 April 1839                          | 26 November 1839                       | Septemberist                              | 5th Set.                              | Maria II              |
| 10 | —— | Rodrigo Pinto Pizarro de Almeida Carvalhais, Baron of Ribeira de Sabrosa (1788–1841)                             |                                        |                                        | Septemberist                              | 5th Set.                              | Maria II              |
| 11 | | José Lúcio Travassos Valdez, Count of Bonfim (1787–1862)                                                         | 26 November 1839                       | 9 June 1841                            | Septemberist                              | 6th Set.                              | Maria II              |
| 11 | 1840 | José Lúcio Travassos Valdez, Count of Bonfim (1787–1862)                                                         |                                        |                                        | Septemberist                              | 6th Set.                              | Maria II              |
| 12 | | Joaquim António de Aguiar (1792–1884)                                                                            | 9 June 1841                            | 7 February 1842                        | Septemberist                              | 7th Set.                              | Maria II              |
| 12 | —— | Joaquim António de Aguiar (1792–1884)                                                                            |                                        |                                        | Septemberist                              | 7th Set.                              | Maria II              |
| 13 | | Pedro de Sousa Holstein, Marquess of Palmela (2nd time) (1781–1850)                                              | 7 February 1842                        | 9 February 1842                        | Septemberist                              | G.E.                                  | Maria II              |
| 13 | —— | Pedro de Sousa Holstein, Marquess of Palmela (2nd time) (1781–1850)                                              |                                        |                                        | Septemberist                              | G.E.                                  | Maria II              |
| 14 | | António Bernardo da Costa Cabral, Count of Tomar (1803–1889)                                                     | 9 February 1842                        | 20 May 1846                            | Chartist                                  | 1st R. Cart.                          | Maria II              |
| 14 | 1842, 1845 | António Bernardo da Costa Cabral, Count of Tomar (1803–1889)                                                     |                                        |                                        | Chartist                                  | 1st R. Cart.                          | Maria II              |
| 14 | Revolution of Maria da Fonte. | António Bernardo da Costa Cabral, Count of Tomar (1803–1889)                                                     |                                        |                                        |                                           |                                       | Maria II              |
| 15 | | Pedro de Sousa Holstein, Marquess of Palmela (3rd time) (1781–1850)                                              | 20 May 1846                            | 6 October 1846                         | Chartist                                  | 2nd R. Cart.                          | Maria II              |
| 15 | —— | Pedro de Sousa Holstein, Marquess of Palmela (3rd time) (1781–1850)                                              |                                        |                                        | Chartist                                  | 2nd R. Cart.                          | Maria II              |
| 15 | Emboscada palace coup. | Pedro de Sousa Holstein, Marquess of Palmela (3rd time) (1781–1850)                                              |                                        |                                        |                                           |                                       | Maria II              |
| 16 | | João Carlos Saldanha de Oliveira e Daun, Duke of Saldanha (2nd time) (1790–1876)                                 | 6 October 1846                         | 18 June 1849                           | Chartist                                  | 3rd R. Cart.                          | Maria II              |
| 16 | 1847 | João Carlos Saldanha de Oliveira e Daun, Duke of Saldanha (2nd time) (1790–1876)                                 |                                        |                                        | Chartist                                  | 3rd R. Cart.                          | Maria II              |
| 16 | Patuleia or Little Civil War that resulted in a Chartist victory; Convention of Gramido.                                                               | João Carlos Saldanha de Oliveira e Daun, Duke of Saldanha (2nd time) (1790–1876)                                 |                                        |                                        |                                           |                                       | Maria II              |
| 17 | | António Bernardo da Costa Cabral, Count of Tomar (2nd time) (1803–1889)                                          | 18 June 1849                           | 26 April 1851                          | Chartist                                  | 4th R. Cart.                          | Maria II              |
| 17 | —— | António Bernardo da Costa Cabral, Count of Tomar (2nd time) (1803–1889)                                          |                                        |                                        | Chartist                                  | 4th R. Cart.                          | Maria II              |
| 18 | | António José Severim de Noronha, Duke of Terceira and Marquess of Vila Flor (2nd time) (1792–1860)               | 26 April 1851                          | 1 May 1851                             | Regenerator                               | 5th R. Cart.                          | Maria II              |
| 18 | —— | António José Severim de Noronha, Duke of Terceira and Marquess of Vila Flor (2nd time) (1792–1860)               |                                        |                                        | Regenerator                               | 5th R. Cart.                          | Maria II              |
| 19 | | João Carlos Saldanha de Oliveira e Daun, Duke of Saldanha (3rd time) (1790–1876)                                 | 1 May 1851                             | 6 June 1856                            | Regenerator                               | 1st Reg.                              | Maria II              |
| 19 | 1851, 1852 | 1851, 1852 | Pedro V (1853–1861)                    |                                        | Regenerator                               | 1st Reg.                              |                       |
| 19 | Death of queen Maria II; Pedro V ascends the throne.                                                                                                   | João Carlos Saldanha de Oliveira e Daun, Duke of Saldanha (3rd time) (1790–1876)                                 | Pedro V (1853–1861)                    |                                        |                                           |                                       |                       |
| 20 | | Nuno José Severo de Mendonça Rolim de Moura Barreto, Duke of Loulé (1804–1875)                                   | Pedro V (1853–1861)                    | 6 June 1856                            | 16 March 1859                             | Historic                              | 2nd Reg.              |
| 20 | 1856, 1858 | Nuno José Severo de Mendonça Rolim de Moura Barreto, Duke of Loulé (1804–1875)                                   | Pedro V (1853–1861)                    |                                        |                                           | Historic                              | 2nd Reg.              |
| 20 | Opening of the first railway line in Portugal on 28 October 1856.                                                                                      | Nuno José Severo de Mendonça Rolim de Moura Barreto, Duke of Loulé (1804–1875)                                   | Pedro V (1853–1861)                    |                                        |                                           |                                       |                       |
| 21 | | António José Severim de Noronha, Duke of Terceira and Marquess of Vila Flor (3rd time) (1792–1860)               | Pedro V (1853–1861)                    | 16 March 1859                          | 1 May 1860 (died)                         | Regenerator                           | 3rd Reg.              |
| 21 | 1860 | António José Severim de Noronha, Duke of Terceira and Marquess of Vila Flor (3rd time) (1792–1860)               | Pedro V (1853–1861)                    |                                        |                                           | Regenerator                           | 3rd Reg.              |
| 22 | | Joaquim António de Aguiar (2nd time) (1792–1884)                                                                 | Pedro V (1853–1861)                    | 1 May 1860                             | 4 July 1860                               | Regenerator                           | 3rd Reg.              |
| 22 | —— | Joaquim António de Aguiar (2nd time) (1792–1884)                                                                 | Pedro V (1853–1861)                    |                                        |                                           | Regenerator                           | 3rd Reg.              |
| 23 | | Nuno José Severo de Mendonça Rolim de Moura Barreto, Duke of Loulé (2nd time) (1804–1875)                        | Pedro V (1853–1861)                    | 4 July 1860                            | 17 April 1865                             | Historic                              | 4th Reg.              |
| 23 | 1861, 1864 | 1861, 1864 | Luis I (1861–1889)                     |                                        |                                           | Historic                              | 4th Reg.              |
| 23 | Death of king Pedro V; Luís I ascends the throne. | Nuno José Severo de Mendonça Rolim de Moura Barreto, Duke of Loulé (2nd time) (1804–1875)                        | Luis I (1861–1889)                     |                                        |                                           |                                       |                       |
| 24 | | Bernardo de Sá Nogueira de Figueiredo, Marquess of Sá da Bandeira (3rd time) (1795–1876)                         | Luis I (1861–1889)                     | 17 April 1865                          | 4 September 1865                          | Reformist                             | 5th Reg.              |
| 24 | —— | Bernardo de Sá Nogueira de Figueiredo, Marquess of Sá da Bandeira (3rd time) (1795–1876)                         | Luis I (1861–1889)                     |                                        |                                           | Reformist                             | 5th Reg.              |
| 25 | | Joaquim António de Aguiar (3rd time) (1792–1884)                                                                 | Luis I (1861–1889)                     | 4 September 1865                       | 4 January 1868                            | Regenerator (with the Historic Party) | 6th Reg.              |
| 25 | 1865, 1867 | Joaquim António de Aguiar (3rd time) (1792–1884)                                                                 | Luis I (1861–1889)                     |                                        |                                           | Regenerator (with the Historic Party) | 6th Reg.              |
| 25 | Janeirinha uprising. | Joaquim António de Aguiar (3rd time) (1792–1884)                                                                 | Luis I (1861–1889)                     |                                        |                                           |                                       |                       |
| 26 | | António José de Ávila, Duke of Ávila and Bolama (1807–1881)                                                      | Luis I (1861–1889)                     | 4 January 1868                         | 22 July 1868                              | Independent (with Reformists)         | 7th Reg.              |
| 26 | —— | António José de Ávila, Duke of Ávila and Bolama (1807–1881)                                                      | Luis I (1861–1889)                     |                                        |                                           | Independent (with Reformists)         | 7th Reg.              |
| 27 | | Bernardo de Sá Nogueira de Figueiredo, Marquess of Sá da Bandeira (4th time) (1795–1876)                         | Luis I (1861–1889)                     | 22 July 1868                           | 11 August 1869                            | Reformist                             | 8th Reg.              |
| 27 | 1868, 1869 | Bernardo de Sá Nogueira de Figueiredo, Marquess of Sá da Bandeira (4th time) (1795–1876)                         | Luis I (1861–1889)                     |                                        |                                           | Reformist                             | 8th Reg.              |
| 28 | | Nuno José Severo de Mendonça Rolim de Moura Barreto, Duke of Loulé (3rd time) (1804–1875)                        | Luis I (1861–1889)                     | 11 August 1869                         | 19 May 1870                               | Historic (with Reformists)            | 9th Reg.              |
| 28 | Mar.1870 | Nuno José Severo de Mendonça Rolim de Moura Barreto, Duke of Loulé (3rd time) (1804–1875)                        | Luis I (1861–1889)                     |                                        |                                           | Historic (with Reformists)            | 9th Reg.              |
| 29 | | João Carlos Saldanha de Oliveira Daun, 1st Duke of Saldanha (4th time) (1790–1876)                               | Luis I (1861–1889)                     | 19 May 1870                            | 29 August 1870                            | Regenerator                           | 10th Reg.             |
| 29 | —— | João Carlos Saldanha de Oliveira Daun, 1st Duke of Saldanha (4th time) (1790–1876)                               | Luis I (1861–1889)                     |                                        |                                           | Regenerator                           | 10th Reg.             |
| 30 | | Bernardo de Sá Nogueira de Figueiredo, Marquess of Sá da Bandeira (5th time) (1795–1876)                         | Luis I (1861–1889)                     | 29 August 1870                         | 29 October 1871                           | Reformist                             | 11th Reg.             |
| 30 | Sep.1870 | Bernardo de Sá Nogueira de Figueiredo, Marquess of Sá da Bandeira (5th time) (1795–1876)                         | Luis I (1861–1889)                     |                                        |                                           | Reformist                             | 11th Reg.             |
| 31 | | António José de Ávila, Marquess of Ávila (2nd time) (1807–1881)                                                  | Luis I (1861–1889)                     | 29 October 1870                        | 13 September 1871                         | Reformist                             | 12th Reg.             |
| 31 | 1871 | António José de Ávila, Marquess of Ávila (2nd time) (1807–1881)                                                  | Luis I (1861–1889)                     |                                        |                                           | Reformist                             | 12th Reg.             |
| 32 | | António Maria de Fontes Pereira de Melo (1819–1887)                                                              | Luis I (1861–1889)                     | 13 September 1871                      | 6 March 1877                              | Regenerator                           | 13th Reg.             |
| 32 | 1874 | António Maria de Fontes Pereira de Melo (1819–1887)                                                              | Luis I (1861–1889)                     |                                        |                                           | Regenerator                           | 13th Reg.             |
| 32 | Conducted dynamic industrial and public infrastructure policy; educational reform; start of industrialization process.                                 | António Maria de Fontes Pereira de Melo (1819–1887)                                                              | Luis I (1861–1889)                     |                                        |                                           |                                       |                       |
| 33 | | António José de Ávila, Marquess of Ávila (3rd time) (1807–1881)                                                  | Luis I (1861–1889)                     | 6 March 1877                           | 26 January 1878                           | Reformist                             | 14th Reg.             |
| 33 | —— | António José de Ávila, Marquess of Ávila (3rd time) (1807–1881)                                                  | Luis I (1861–1889)                     |                                        |                                           | Reformist                             | 14th Reg.             |
| 34 | | António Maria de Fontes Pereira de Melo (2nd time) (1819–1887)                                                   | Luis I (1861–1889)                     | 26 January 1878                        | 29 May 1879                               | Regenerator                           | 15th Reg.             |
| 34 | 1878 | António Maria de Fontes Pereira de Melo (2nd time) (1819–1887)                                                   | Luis I (1861–1889)                     |                                        |                                           | Regenerator                           | 15th Reg.             |
| 35 | | Anselmo José Braamcamp de Almeida Castelo Branco (1819–1885)                                                     | Luis I (1861–1889)                     | 29 May 1879                            | 23 March 1881                             | Progressist                           | 16th Reg.             |
| 35 | 1879 | Anselmo José Braamcamp de Almeida Castelo Branco (1819–1885)                                                     | Luis I (1861–1889)                     |                                        |                                           | Progressist                           | 16th Reg.             |
| 36 | | António Rodrigues Sampaio (1806–1882)                                                                            | Luis I (1861–1889)                     | 23 March 1881                          | 14 November 1881                          | Regenerator                           | 17th Reg.             |
| 36 | —— | António Rodrigues Sampaio (1806–1882)                                                                            | Luis I (1861–1889)                     |                                        |                                           | Regenerator                           | 17th Reg.             |
| 37 | | António Maria de Fontes Pereira de Melo (3rd time) (1819–1887)                                                   | Luis I (1861–1889)                     | 14 November 1881                       | 16 February 1886                          | Regenerator                           | 17th Reg.             |
| 37 | 1881, 1884 | António Maria de Fontes Pereira de Melo (3rd time) (1819–1887)                                                   | Luis I (1861–1889)                     |                                        |                                           | Regenerator                           | 17th Reg.             |
| 38 | | José Luciano de Castro Pereira Côrte-Real (1834–1914)                                                            | Luis I (1861–1889)                     | 16 February 1886                       | 14 January 1890                           | Progressist                           | 18th Reg.             |
| 38 | 1887, 1889 | 1887, 1889 | Carlos I (1889–1908)                   |                                        |                                           | Progressist                           | 18th Reg.             |
| 38 | Pink Map crisis; Death of king Luís I; Carlos I ascends the throne; 1890 British Ultimatum.                                                            | José Luciano de Castro Pereira Côrte-Real (1834–1914)                                                            | Carlos I (1889–1908)                   |                                        |                                           |                                       |                       |
| 39 | | António de Serpa Pimentel (1825–1900)                                                                            | Carlos I (1889–1908)                   | 14 January 1890                        | 11 October 1890                           | Regenerator                           | 19th Reg.             |
| 39 | 1890 | António de Serpa Pimentel (1825–1900)                                                                            | Carlos I (1889–1908)                   |                                        |                                           | Regenerator                           | 19th Reg.             |
| 40 | | João Crisóstomo de Abreu e Sousa (1811–1895)                                                                     | Carlos I (1889–1908)                   | 11 October 1890                        | 18 January 1892                           | Independent                           | 20th Reg.             |
| 40 | —— | João Crisóstomo de Abreu e Sousa (1811–1895)                                                                     | Carlos I (1889–1908)                   |                                        |                                           | Independent                           | 20th Reg.             |
| 40 | January 31, 1891 rebellion in Porto. | João Crisóstomo de Abreu e Sousa (1811–1895)                                                                     | Carlos I (1889–1908)                   |                                        |                                           |                                       |                       |
| 41 | | José Dias Ferreira (1837–1909)                                                                                   | Carlos I (1889–1908)                   | 18 January 1892                        | 22 February 1893                          | Independent                           | 21st Reg.             |
| 41 | 1892 | José Dias Ferreira (1837–1909)                                                                                   | Carlos I (1889–1908)                   |                                        |                                           | Independent                           | 21st Reg.             |
| 42 | | Ernesto Rudolfo Hintze Ribeiro (1849–1907)                                                                       | Carlos I (1889–1908)                   | 22 February 1893                       | 5 February 1897                           | Regenerator                           | 22nd Reg.             |
| 42 | 1894, 1895 | Ernesto Rudolfo Hintze Ribeiro (1849–1907)                                                                       | Carlos I (1889–1908)                   |                                        |                                           | Regenerator                           | 22nd Reg.             |
| 43 | | José Luciano de Castro Pereira Côrte-Real (2nd time) (1834–1914)                                                 | Carlos I (1889–1908)                   | 5 February 1897                        | 26 July 1900                              | Progressist                           | 23rd Reg.             |
| 43 | 1897, 1899 | José Luciano de Castro Pereira Côrte-Real (2nd time) (1834–1914)                                                 | Carlos I (1889–1908)                   |                                        |                                           | Progressist                           | 23rd Reg.             |
| 44 | | Ernesto Rudolfo Hintze Ribeiro (2nd time) (1849–1907)                                                            | Carlos I (1889–1908)                   | 26 July 1900                           | 20 October 1904                           | Regenerator                           | 24th Reg.             |
| 44 | 1900, 1901, 1904 | Ernesto Rudolfo Hintze Ribeiro (2nd time) (1849–1907)                                                            | Carlos I (1889–1908)                   |                                        |                                           | Regenerator                           | 24th Reg.             |
| 45 | | José Luciano de Castro Pereira Côrte-Real (3rd time) (1834–1914)                                                 | Carlos I (1889–1908)                   | 20 October 1904                        | 19 March 1906                             | Progressist                           | 25th Reg.             |
| 45 | 1905 | José Luciano de Castro Pereira Côrte-Real (3rd time) (1834–1914)                                                 | Carlos I (1889–1908)                   |                                        |                                           | Progressist                           | 25th Reg.             |
| 46 | | Ernesto Rudolfo Hintze Ribeiro (3rd time) (1849–1907)                                                            | Carlos I (1889–1908)                   | 19 March 1906                          | 19 May 1906                               | Regenerator                           | 26th Reg.             |
| 46 | Apr.1906 | Ernesto Rudolfo Hintze Ribeiro (3rd time) (1849–1907)                                                            | Carlos I (1889–1908)                   |                                        |                                           | Regenerator                           | 26th Reg.             |
| 47 | | João Ferreira Franco Pinto Castelo-Branco (1855–1929)                                                            | Carlos I (1889–1908)                   | 19 May 1906                            | 4 February 1908                           | Liberal Regenerator                   | 27th Reg.             |
| 47 | Aug.1906 | João Ferreira Franco Pinto Castelo-Branco (1855–1929)                                                            | Carlos I (1889–1908)                   |                                        |                                           | Liberal Regenerator                   | 27th Reg.             |
| 47 | Establishment of an authoritarian government; Lisbon Regicide and death of King Carlos I and other royal family members; Manuel II ascends the throne. | João Ferreira Franco Pinto Castelo-Branco (1855–1929)                                                            | Carlos I (1889–1908)                   |                                        |                                           |                                       |                       |
| 48 | | Francisco Joaquim Ferreira do Amaral (1844–1923)                                                                 | 4 February 1908                        | 26 December 1908                       | Independent                               | 28th Reg.                             | Manuel II (1908–1910) |
| 48 | 1908 | Francisco Joaquim Ferreira do Amaral (1844–1923)                                                                 |                                        |                                        | Independent                               | 28th Reg.                             | Manuel II (1908–1910) |
| 49 | Ficheiro:Campos Henriques.gif | Artur Alberto de Campos Henriques (1853–1922)                                                                    | 26 December 1908                       | 11 April 1909                          | Independent (Regenerator and Progressist) | 29th Reg.                             | Manuel II (1908–1910) |
| 49 | Ficheiro:Campos Henriques.gif | Artur Alberto de Campos Henriques (1853–1922)                                                                    | ——                                     |                                        | Independent (Regenerator and Progressist) | 29th Reg.                             | Manuel II (1908–1910) |
| 50 | | Sebastião Custódio de Sousa Teles (1847–1921)                                                                    | 11 April 1909                          | 14 May 1909                            | Independent                               | 30th Reg.                             | Manuel II (1908–1910) |
| 50 | —— | Sebastião Custódio de Sousa Teles (1847–1921)                                                                    |                                        |                                        | Independent                               | 30th Reg.                             | Manuel II (1908–1910) |
| 51 | | Venceslau de Sousa Pereira de Lima (1858–1919)                                                                   | 14 May 1909                            | 22 December 1909                       | Independent                               | 31st Reg.                             | Manuel II (1908–1910) |
| 51 | —— | Venceslau de Sousa Pereira de Lima (1858–1919)                                                                   |                                        |                                        | Independent                               | 31st Reg.                             | Manuel II (1908–1910) |
| 52 | | Francisco António da Veiga Beirão (1841–1916)                                                                    | 22 December 1909                       | 26 June 1910                           | Regenerator                               | 32nd Reg.                             | Manuel II (1908–1910) |
| 52 | —— | Francisco António da Veiga Beirão (1841–1916)                                                                    |                                        |                                        | Regenerator                               | 32nd Reg.                             | Manuel II (1908–1910) |
| 53 | | António Teixeira de Sousa (1857–1917)                                                                            | 26 June 1910                           | 5 October 1910                         | Regenerator                               | 33rd Reg.                             | Manuel II (1908–1910) |
| 53 | 1910 | António Teixeira de Sousa (1857–1917)                                                                            |                                        |                                        | Regenerator                               | 33rd Reg.                             | Manuel II (1908–1910) |
| 53 | 5 October 1910 revolution; End of Monarchy; royal family is exiled in the United Kingdom.                                                              | António Teixeira de Sousa (1857–1917)                                                                            |                                        |                                        |                                           |                                       | Manuel II (1908–1910) |

1. Pedro José de Noronha Camões, marquês de Angeja 1777-1788
2. Tomás Xavier de Lima, marquês de Ponte de Lima 1788-?
3. Tomás Xavier de Lima, marquês de Ponte de Lima 1788-?
4. Rodrigo Domingos de Sousa Coutinho, conde de Linhares
5. Luís de Vasconcelos e Sousa, barão de Figueiró
6. Pedro de Melo Breyner e Menezes
7. François-Antoine Hermann
8. Fernando Maria de Sousa Coutinho, marquês de Borba
9. Fernando José de Portugal e Castro, marquês de Aguiar
10. João Paulo Bezerra de Seixas
11. Tomás Antônio de Vila-Nova Portugal
12. D. Diogo José Ferreira de Eça de Menezes  1788
13. Francisco Duarte Coelho
14. Francisco Duarte Coelho
15. Silvestre Pinheiro Ferreira
16. José Inácio da Costa
17. Sebastião José de Carvalho
18. José Xavier Mouzinho da Silveira
19. D. Pedro de Sousa Holstein, 1.º duque de Palmela
20. Henrique Teixeira de Sampaio, 1.º conde da Póvoa e 1.º barão de Teixeira
21. D. Miguel António de Melo de Abreu Soares de Brito Barbosa Palha Vasconcelos Guedes, 1.º conde de Murça
22. António de Saldanha da Gama, 2.º conde de Porto Santo
23. Hermano José Braamcamp de Almeida Castelo-Branco, 1.º conde de Sobral
24. D. Diogo José Ferreira de Eça de Menezes
25. D. Pedro de Mello da Cunha Mendonça e Menezes, 2.º marquês de Olhão
26. António Manuel de Noronha, 1.º visconde de Santa Cruz
27. Manuel António de Carvalho, 1.º barão de Chanceleiros
28. D. Diogo José Ferreira de Eça de Menezes
29. Luís da Silva Mouzinho de Albuquerque
30. José António Ferreira Brak-Lamy
31. José Dionísio da Serra
32. José Xavier Mouzinho da Silveira
33. José da Silva Carvalho
34. Francisco António de Campos, 1.º barão de Vila Nova de Foz Côa
35. José da Silva Carvalho
36. Francisco António de Campos, 1.º barão de Vila Nova de Foz Coa
37. José Jorge Loureiro
38. José da Silva Carvalho
39. Bernardo de Sá Nogueira de Figueiredo, 1.º marquês de Sá da Bandeira
40. Joaquim Costa Bandeira, 1.º conde de Porto Covo da Bandeira
41. Manuel da Silva Passos
42. João Gualberto de Oliveira, 1.º conde de Tojal
43. Manuel António de Carvalho, 1.º barão de Chanceleiros
44. Flórido Rodrigues Pereira Ferraz, 1.º visconde de Castelões
45. Manuel Gonçalves Miranda
46. João Gualberto de Oliveira, 1.º conde de Tojal
47. António José Ávila, 1.º duque de Ávila e Bolama
48. António José de Ávila, 1.º duque de Ávila e Bolama
49. José Jorge Loureiro
50. João Gualberto de Oliveira, 1.º conde de Tojal
51. D. Pedro de Sousa Holstein, 1.º duque de Palmela
52. D. Pedro de Sousa Holstein, 1.º duque de Palmela
53. Júlio Gomes da Silva Sanches
54. Marcelino Máximo de Azevedo e Melo, 1.º visconde de Oliveira do Douro
55. José António de Sousa Azevedo, 1.º visconde de Algés
56. João Gualberto de Oliveira, 1.º conde de Tojal
57. Marino Miguel Franzini
58. Joaquim José Falcão
59. António Roberto de Oliveira Lopes Branco # 1808